# Premis American Comedy
Els Premis American Comedy (American Comedy Awards) són un conjunt de guardons estatunidencs, concedits cada any de 1987 a 2001, destins a saludar el treball dels artistes en el domini de l'humor, sobretot a la televisió i al cinema.
Creats l'any 1987 per la xarxa de televisió estatunidenca ABC que n'ha assegurat l'organització durant la major part de la seva existència, la cerimònia és presentada aleshores per la cadena com el « primer premi que preten recompensar totes les formes d'humor ».
L'any 1989, després de la mort de Lucille Ball, l'estatueta és anomenada « The Lucy » per retre homenatge a aquesta llegenda de l'humor a la televisió.